# Saint-Michel-de-Villadeix
 Saint-Michel-de-Villadeix  (en occitano Sent Micheu de Viladés) es una población y comuna francesa, situada en la región de Aquitania, departamento de Dordoña, en el distrito de Périgueux y cantón de Vergt.

## Demografía
| 259 | 283 | 248 | 263 | 258 | 288 |
| Para los censos de 1962 a 1999 la población legal corresponde a la población sin duplicidades (Fuente: INSEE [Consultar]) |     |     |     |     |     |